# Вичерли, Маргарет
Маргарет Вичерли (англ. Margaret Wycherly, урождённая Маргарет Де Волф (англ. Margaret De Wolfe), 26 октября 1881 — 6 июня 1956) — британская актриса.

## Биография
Маргарет Вичерли родилась в Лондоне 26 октября 1881 года. В 1901 году она вышла замуж за писателя Вайарда Вейллера, от которого в 1903 году родила сына Энтони. В 1922 году супруги развелись.
Свою карьеру начала как театральная актриса, а впервые в кино появилась в 1915 году в немом фильме. Она стала известна после исполнения роли матери Йорка в фильме 1941 года «Сержант Йорк», за которую она была номинирована на премию «Оскар». Также известной стала её роль матери Джарретов в фильме «Белая горячка» (1949).
Актриса появилась в главных ролях в нескольких бродвейских постановках, включая «Табачная дорога», «Лилиом», «Шесть персонажей в поиске автора» и «Тринадцатая кафедра».
Маргарет Вичерли умерла от инсульта 6 июня 1956 года в возрасте 74 лет в Нью-Йорке.

## Избранная фильмография
- 1953 — Первая леди — миссис Робардс
- 1949 — Белая горячка — Мама Джарретов
- 1948 — Кармен — Старая Кроун
- 1947 — Амбер навсегда — Миссис Спонг
- 1947 — Что навеял ветер — Бабушка Рид
- 1946 — Оленёнок — Мама Форрестер
- 1945 — Джонни Эйнджел — мисс Драмм
- 1943 — Палачи тоже умирают! — Людмила
- 1942 — Перекрёсток — мадам Пеллетье
- 1942 — Хранитель пламени — Старая миссис Форрест
- 1942 — Случайная жатва — Миссис Девентер
- 1941 — Сержант Йорк — Мать Йорка
- 1934 — Полночь. Смертельный приговор — Миссис Велдон